# 東高須駅
東高須駅（ひがしたかすえき）は、広島県広島市西区庚午北二丁目にある広島電鉄宮島線の駅である。駅番号はM19。

## 歴史
1922年（大正11年）に宮島線が開業した際、当地に駅は開設されておらず、東高須駅が開業したのはそれから40年ほど経過した1964年（昭和39年）のことである。

### 年表
- 1964年（昭和39年）12月1日：開業[2]。

## 駅構造

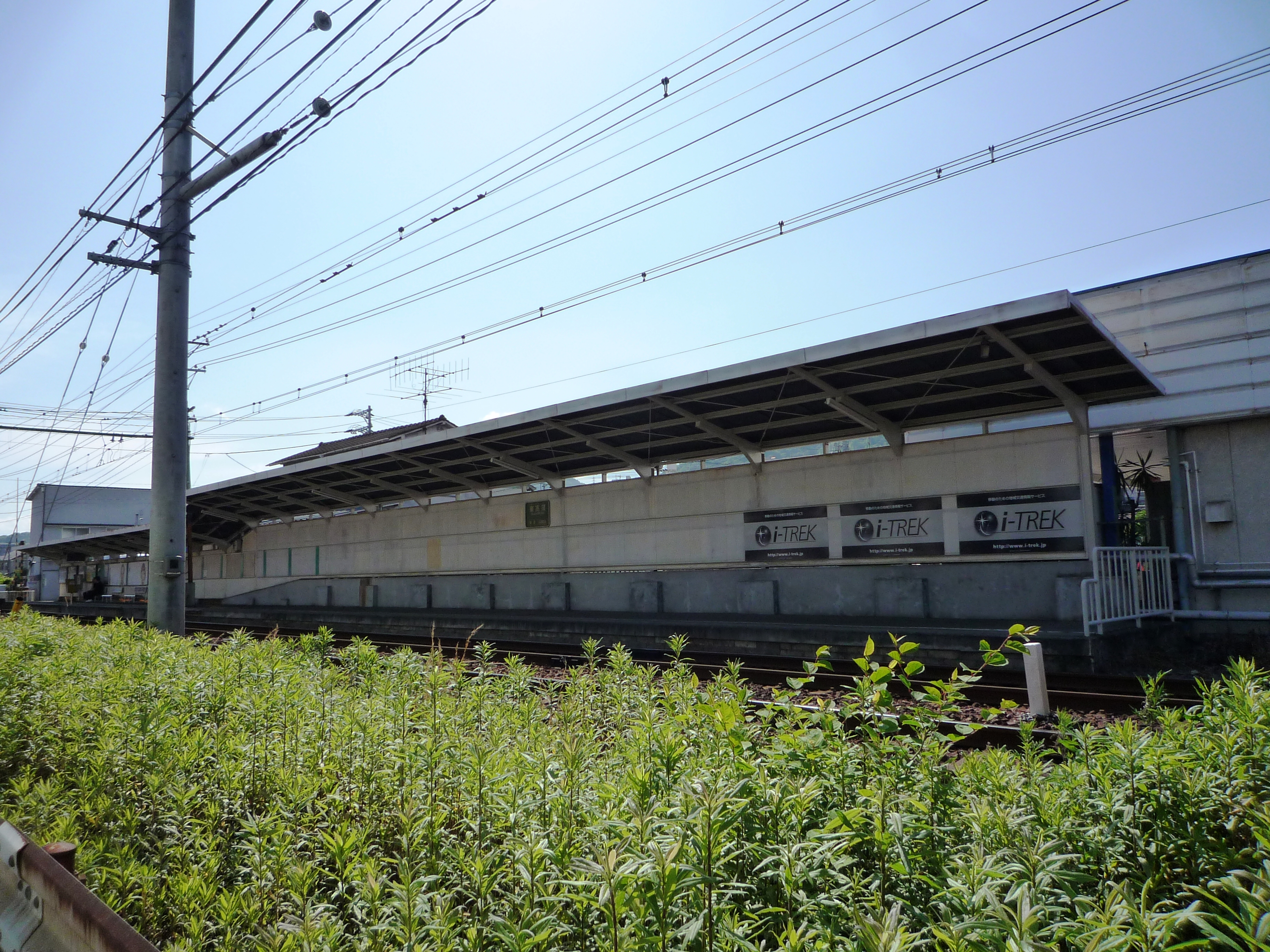
広電西広島方面ホーム

2面2線の地上駅。互いにホームの位置は斜向かいにずれていて、起点から見て手前に広電西広島（己斐）駅方面へ向かう上りホームが、奥に広電宮島口駅方面へ向かう下りホームがある。両ホームの間には道路が通っていて、踏切が設置されている。

## 利用状況
以下の情報は、広島市統計書に基づいたデータである。1日平均乗車人員データは、年度毎の乗車総数を365（閏年は366）で割った値を四捨五入した物である。広島電鉄のデータは1,000単位で丸めて提供されているので、1年毎ではプラスマイナス500の誤差があり、1日当たりでは1.4人程度の誤差が発生する。
| 年度               | 1日平均 乗車人員 | 1年毎 乗車総数 | 1年毎 定期 | 1年毎 定期外 | 出典        |
| ------------------ | ---------------- | -------------- | ---------- | ------------ | ----------- |
| 1998年（平成10年） | 1,227            | 448,000        | 60,000     | 388,000      | [ 統計 1 ]  |
| 1999年（平成11年） | 1,022            | 374,000        | 57,000     | 317,000      | [ 統計 1 ]  |
| 2000年（平成12年） | 973              | 355,000        | 50,000     | 305,000      | [ 統計 1 ]  |
| 2001年（平成13年） | 926              | 338,000        | 47,000     | 291,000      | [ 統計 2 ]  |
| 2002年（平成14年） | 932              | 340,000        | 48,000     | 292,000      | [ 統計 3 ]  |
| 2003年（平成15年） | 940              | 344,000        | 49,000     | 295,000      | [ 統計 4 ]  |
| 2004年（平成16年） | 847              | 309,000        | 48,000     | 261,000      | [ 統計 5 ]  |
| 2005年（平成17年） | 907              | 331,000        | 45,000     | 286,000      | [ 統計 6 ]  |
| 2006年（平成18年） | 890              | 325,000        | 46,000     | 279,000      | [ 統計 7 ]  |
| 2007年（平成19年） | 897              | 328,000        | 50,000     | 278,000      | [ 統計 8 ]  |
| 2008年（平成20年） | 911              | 332,000        | 55,000     | 277,000      | [ 統計 9 ]  |
| 2009年（平成21年） | 847              | 309,000        | 55,000     | 254,000      | [ 統計 10 ] |
| 2010年（平成22年） | 869              | 317,000        | 58,000     | 259,000      | [ 統計 11 ] |
| 2011年（平成23年） | 899              | 329,000        | 58,000     | 271,000      | [ 統計 12 ] |
| 2012年（平成24年） | 896              | 327,000        | 57,000     | 270,000      | [ 統計 13 ] |
| 2013年（平成25年） | 910              | 332,000        | 60,000     | 272,000      | [ 統計 14 ] |
| 2014年（平成26年） | 921              | 336,000        | 64,000     | 272,000      | [ 統計 15 ] |
| 2015年（平成27年） | 961              | 352,000        | 75,000     | 277,000      | [ 統計 16 ] |
| 2016年（平成28年） | 1,003            | 366,000        | 77,000     | 289,000      | [ 統計 17 ] |
| 2017年（平成29年） | 978              | 357,000        | 82,000     | 275,000      | [ 統計 18 ] |
| 2018年（平成30年） | 918              | 335,000        | 75,000     | 260,000      | [ 統計 19 ] |
| 2019年（令和元年） | 926              | 339,000        | 85,000     | 254,000      | [ 統計 20 ] |

## 駅周辺
当駅の広電西広島寄りで、宮島線は国道2号の西広島バイパスと交差している。

## 隣の駅
広島電鉄
■宮島線
広電西広島（己斐）駅 (M18) - 東高須駅 (M19) - 高須駅 (M20)

#### 本文
1. ↑  “路線・電停ガイド - 宮島線”.   広島電鉄. 2015年8月11日時点のオリジナルよりアーカイブ。2016年10月13日閲覧。
2. ↑  長船友則『広電が走る街 今昔』JTBパブリッシング〈JTBキャンブックス〉、2005年、156-157頁。ISBN 4-533-05986-4。
3. 1 2 3  川島令三『山陽・山陰ライン 全線・全駅・全配線』 第7巻 広島エリア、講談社〈【図説】 日本の鉄道〉、2012年、15・86頁頁。ISBN 978-4-06-295157-9。
4. ↑  川島令三『全国鉄道事情大研究』 中国篇 2、草思社、2009年、118頁。ISBN 978-4-7942-1711-0。

#### 利用状況
1. ↑  『広島市統計書』平成13年版
2. ↑  『広島市統計書』平成14年版
3. ↑  『広島市統計書』平成15年版
4. ↑  『広島市統計書』平成16年版
5. ↑  『広島市統計書』平成17年版
6. ↑  『広島市統計書』平成18年版
7. ↑  『広島市統計書』平成19年版
8. ↑  『広島市統計書』平成20年版
9. ↑  『広島市統計書』平成21年版
10. ↑  『広島市統計書』平成22年版
11. ↑  『広島市統計書』平成23年版
12. ↑  『広島市統計書』平成24年版
13. ↑  『広島市統計書』平成25年版
14. ↑  『広島市統計書』平成26年版
15. ↑  『広島市統計書』平成27年版
16. ↑  『広島市統計書』平成28年版
17. ↑  『広島市統計書』平成29年版
18. ↑  『広島市統計書』平成30年版
19. ↑  『広島市統計書』令和元年版
20. ↑  『広島市統計書』令和2年版